# Dante de Oliveira
Dante Martins de Oliveira (Cuiabá, 6 de febrer de 1952 – Ib., 6 de juliol de 2006) va ser un polític brasiler i enginyer civil. Afiliat al PSDB, va ser ministre de Reforma Agrària del govern Sarney, governador de Mato Grosso en dues legislatures consecutives, fou batlle de la capital matogrossense en tres ocasions, a més d'un cicle com Diputat Estatal i un altre com a Diputat Federal.

## Biografia
Va estudiar enginyeria civil a la Universitat Federal de Rio de Janeiro. Allà va formar part del MR-8, ja en l'època en què havien deposat les armes contra el règim militar. El 1976, de tornada a Mato Grosso, va presentar-se a les eleccions a l'alcaldia de Cuiabá, però no va reeixir. Dos anys després va obtenir un escó com a diputat estatal i, en les següents eleccions (1982), va guanyar plaça a la Cambra de Diputats del Brasil, representant el seu estat.
En aquella època, el moviment Diretas Já! protestava obertament als carrers contra la dictadura i reclamava el vot directe en les eleccions presidencials que havien de tenir lloc el 1985. Oliveira va presentar una proposició per reformar la carta magna –la primera en aquest sentit que aconseguí ser tramitada– i que va ser coneguda nacionalment com la Proposició d'esmena constitucional Dante de Oliveira. El règim va exercir una forta pressió en contra, collant especialment els membres del Partit Democràtic Social del president Figueiredo. El dia de la votació, el 25 d'abril de 1984, 112 diputats del PDS van absentar-se, impedint que el resultat de la votació (298 a favor, 65 en contra) s'implementés, ja que eren necessaris dos terços de la Cambra (320 vots) a favor. Amb el final de la dictadura, les primeres eleccions directes a la presidència tingueren lloc el 1989.
En canvi, les eleccions municipals sí que passaren a ser sufragis directes des de 1985. Oliveira es va presentar a l'alcaldia de Cuiabá per segona vegada, aquest cop obtenint el mandat. Va haver de deixar provisionalment l'alcaldia en ser nomenat ministre d'agricultura, càrrec que va exercir només un any. Després d'un intent frustrat de tornar a obtenir plaça de Diputat Federal, va optar de nou a l'alcaldia el 1992, guanyant les eleccions. El matogrossense tampoc va completar els quatre anys de mandat, ja que el 1994 va optar al càrrec de Governador de l'estat, que va desenvolupar fins 2002. Aquell any va presentar-se en les eleccions al Senat, però no va obtenir l'escó.
Dante de Oliveira avaluava l'opció de lluitar de nou per un lloc al Senat en les següents eleccions, a finals de 2006. Però, una pneumònia agreujada per un quadre de diabetis, va causar-li la mort el 6 de juliol, als 54 anys.